# Paolo Farneti
Paolo Farneti (Ferrara, 5 febbraio 1936 – 14 agosto 1980) è stato un saggista e studioso di scienza politica italiano, allievo di Norberto Bobbio.

## Biografia scientifica
Studiò dapprima all'Università di Torino, dove fu allievo di Bobbio, e quindi alla Columbia University. Nel 1968 ricevette il primo incarico di insegnamento universitario in Sociologia politica. Nel 1971, al ritorno in Italia dopo la lunga permanenza negli Stati Uniti, Farneti risultò vincitore del primo concorso universitario indetto per l'insegnamento di scienza politica, alla cui cattedra fu assegnato nel 1973.
Ha scritto numerosi saggi, alcuni dei quali lasciati incompleti a causa della prematura morte, dovuta a un incidente stradale. Ha partecipato a collaborazioni internazionali di ricerca, tra cui The Breakdown of Democratic Regimes, un progetto coordinato da Alfred Stepan e Juan José Linz.
A Torino volle la fondazione del Centro Studi di Scienza Politica, che ora porta il suo nome: alle pubblicazioni del centro studi è dedicata una specifica collana editoriale della casa editrice FrancoAngeli.

## Opere
- Theodor Geiger e la coscienza della società industriale, Torino, Giappichelli, 1966
- Imprenditore e società, Torino, LI/ED L'Impresa Edizioni, 1970
- Sistema politico e società civile, Torino, Giappichelli, 1971
- Il sistema politico italiano (a cura di), Bologna, Il Mulino, 1973
- Teorica della società civile, I: Lettura di Durkheim, Torino, Giappichelli, 1974
- I partiti politici e il sistema di potere, in Valerio Castronovo, L'Italia contemporanea: 1945-1975, Torino, Einaudi, 1976
- La democrazia in Italia tra crisi e innovazione, Torino, Fondazione Giovanni Agnelli, 1978
- Politica e società (a cura di), Firenze, La nuova Italia, 2 vol., 1979
- (con Juan José Linz e Mario Rainer Lepsius), La caduta dei regimi democratici, Bologna, Il Mulino, 1981 ISBN 88-15-19732-X
- Il sistema dei partiti in Italia (1946-1979), Bologna, Il Mulino, 1983 ISBN 88-15-03763-2
- Diario italiano (raccolta di articoli pubblicati nella rivista Il Mondo), Milano, Rizzoli, 1983
- Partiti, stato e mercato: appunti per un'analisi comparata, in Robert Alan Dahl et al., I sistemi di partito, Milano, FrancoAngeli, 1986
- La classe politica italiana dal liberalismo alla democrazia, Genova, ECIG, 1989 ISBN 88-7545-336-5
- Lineamenti di scienza politica, Milano, FrancoAngeli, 1991 ISBN 88-204-6545-0
- Fiducia nella ragione. La formazione intellettuale di Paolo Farneti nel suo carteggio con Norberto Bobbio, con contributi di Luigi Bonanante, Angelo Giannone e Marco Revelli, Milano, FrancoAngeli, 2000 ISBN 978-88-464-2244-6

## Fonti
- Fiducia nella ragione. La formazione intellettuale di Paolo Farneti nel suo carteggio con Norberto Bobbio, con contributi di Luigi Bonanante, Angelo Giannone e Marco Revelli, Milano, FrancoAngeli, 2000 ISBN 978-88-464-2244-6